# Bowerchalke
Bowerchalke är en ort och civil parish i Wiltshire i Storbritannien.   Den ligger i grevskapet Wiltshire och riksdelen England, i den södra delen av landet, 140 km väster om huvudstaden London. Bowerchalke ligger 208 meter över havet.
Terrängen runt Bowerchalke är huvudsakligen platt. Bowerchalke ligger uppe på en höjd. Runt Bowerchalke är det ganska tätbefolkat, med 239 invånare per kvadratkilometer. Närmaste större samhälle är Salisbury, 14,2 km nordost om Bowerchalke. Trakten runt Bowerchalke består till största delen av jordbruksmark.